# Przetwornica napięcia

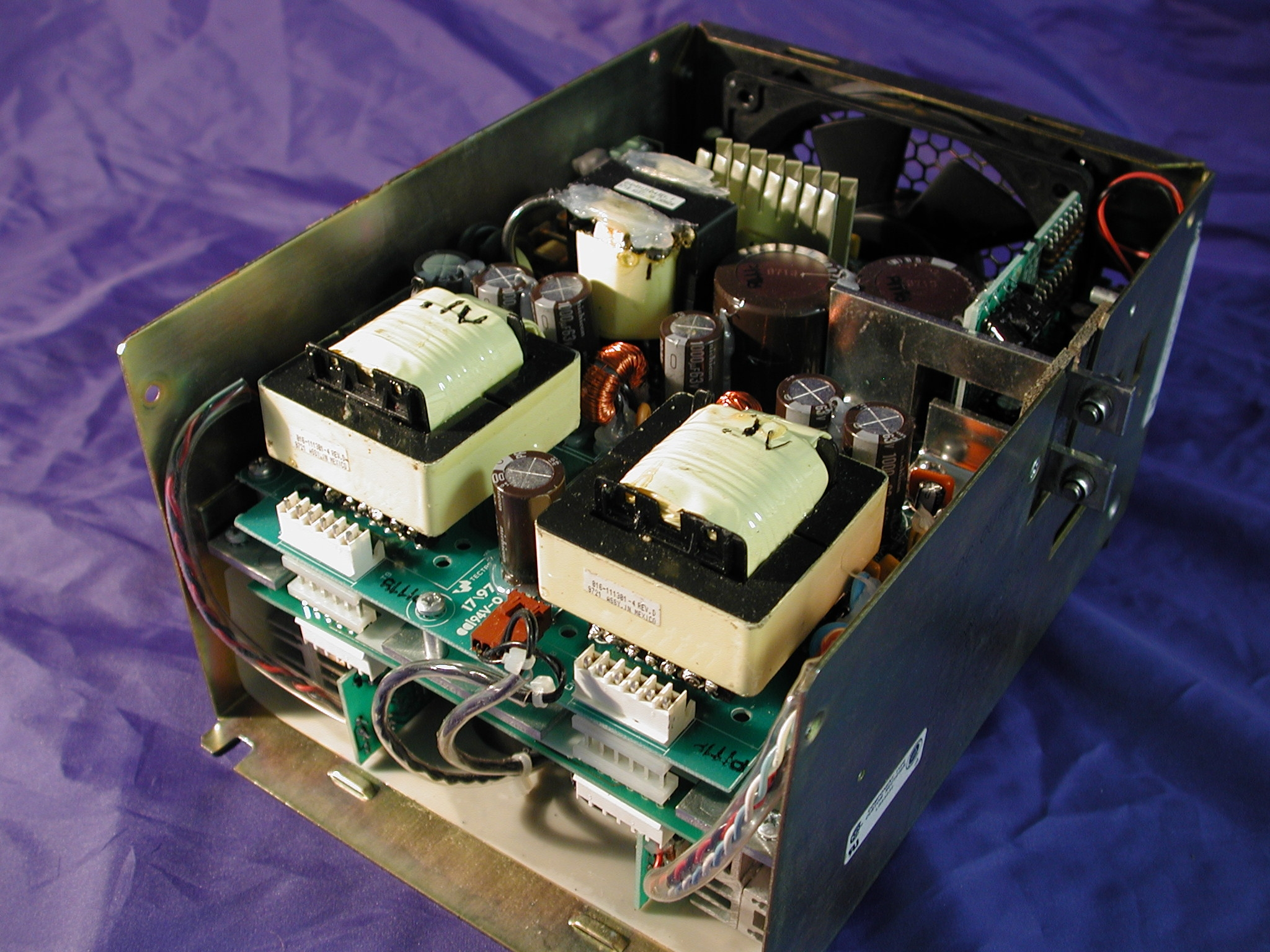
Zasilacz lampy ksenonowej o mocy 1 kW

Przetwornica napięcia, nazywana także konwerterem mocy lub przekształtnikiem napięcia – urządzenie elektryczne lub elektromechaniczne pozwalające na zasilanie odbiorników energii elektrycznej z układów zasilających, których parametry prądowo-napięciowe nie pozwalają na bezpośrednie połączenie z odbiornikiem. Zadaniem konwertera mocy jest zmiana wartości natężenia i napięcia w sposób odpowiadający wymaganiom zasilanego odbiornika, z możliwie najmniejszymi stratami mocy. Niskie straty mocy są równoznaczne z wysoką sprawnością konwertera.
Konwertery mocy stosowane są zarówno w układach wymagających wprowadzenia znacznych różnic pomiędzy napięciami (a zatem wielokrotnego podwyższenia lub obniżenia napięcia), jak i wtedy gdy odbiornik wymaga określonej wartości napięcia zasilającego, której nie może zapewnić stosowane źródło prądu, np. rozładowująca się bateria ogniw. Zadaniem konwertera mocy może być również zmiana częstotliwości prądu przemiennego bądź zmiana prądu stałego na prąd przemienny lub odwrotnie.

## Budowa

### Przetwornice elektromechaniczne
W czasach poprzedzających intensywny rozwój elektroniki stosowano przetwornice elektromechaniczne, zbudowane z silnika elektrycznego i prądnicy umieszczonych na wspólnym wale (lub połączonych przekładnią). Przetwornice maszynowe z kołem zamachowym pozwalały podtrzymać zasilanie odbiornika przy krótkich przerwach w dostawie energii, pełniły zatem funkcję zasilacza awaryjnego (UPS).

### Konwertery elektroniczne
Dawniej nieodzownym elementem elektrycznego lub elektronicznego konwertera mocy był transformator pracujący z częstotliwością napięcia sieci. Obecnie większość wysokosprawnych układów konwersji mocy zawiera zminiaturyzowane układy elektroniczne, zawierające tranzystorowe lub tyrystorowe układy kluczujące, oraz układy LC zawierające kondensatory, cewki i transformatory pracujące z dużą częstotliwością. Dziedzina elektroniki i elektrotechniki zajmująca się konstrukcją takich układów nazywana jest techniką impulsową. Zastosowanie wyspecjalizowanych układów scalonych przeznaczonych do zasilaczy impulsowych pozwala na znaczny wzrost sprawności elektrycznej układów dopasowujących, a także na ich miniaturyzację i spadek ceny.

## Nazewnictwo i obszary zastosowań

### Zasilacz
Z logicznego punktu widzenia, konwerterem mocy jest również każdy zasilacz. Ze względów historycznych, zasilaczami (lub zasilaczami sieciowymi) są nazywane najczęściej urządzenia pobierające prąd wprost z sieci elektroenergetycznej, wbudowane jako moduł większego urządzenia (np. zasilacz komputera) lub zewnętrzne. Rolą zasilacza jest prawie zawsze obniżanie i stabilizacja napięcia (lub wielu potrzebnych napięć).

### Przetwornica
Układy nie pobierające energii wprost z sieci elektroenergetycznej tylko z innego źródła prądu (akumulatora, prądnicy lub innego zasilacza) bywają najczęściej nazywane przetwornicami lub konwerterami. W szczególności, układy wytwarzające napięcie znacznie wyższe od swojego napięcia zasilania, prawie zawsze są nazywane przetwornicami. Przeważnie nie są to samodzielne urządzenia, lecz podzespoły innych urządzeń, np. w układzie zasilania kineskopu w telewizorze lub lamp fluorescencyjnych podświetlających wyświetlacze LCD.

### Falownik
Falownik to konwerter mocy zasilany zazwyczaj z akumulatorów i wytwarzający prąd przemienny o zadanym napięciu i częstotliwości. Zadaniem falownika jest zasilanie urządzeń elektrycznych wymagających zasilania z sieci w warunkach, gdy nie ma do niej dostępu (na przykład w wozach kempingowych). Falowniki są też wykorzystywane w zasilaczach awaryjnych.

### AC, DC
W zależności od tego, czy napięcia wejściowe i wyjściowe są stałe czy przemienne, stosuje się symbole:
- DC-DC, przetworniki napięcia stałego na stałe zazwyczaj stosuje się zmianę pośrednią z napięcia stałego na przemienne, które po przemianie jest prostowane i stabilizowane w ten sposób ogranicza się straty przemiany;
- DC-AC, przetwarzanie napięcia stałego na przemienne przykładem tego rodzaju przemienników są zasilacze samochodowe wytwarzające napięcie przemienne np. 230 V, umożliwiając w ten sposób użytkowanie sprzętu domowego w samochodzie;
- AC-AC, przetwarzanie napięcia przemiennego na przemienne najczęściej w tego rodzaju przemiennikach napięcie przemienne pierwotne jest prostowane i wygładzane z tętnień, a to z kolei przetwarza się na przemienne, ten sposób przetwarzania ułatwia stabilizację parametrów napięcia wyjściowego (przemiennego) i, co często jest bardzo istotne, ułatwia galwaniczne oddzielenie obwodów wejściowego i wyjściowego; stosuje się to rozwiązanie w tzw. UPS-ach pracujących w trybie on-line, które zapewniają możliwie najwyższą jakość napięcia wyjściowego pozbawionego zakłóceń występujących na linii zasilającej;
- AC-DC, przetwarzanie z napięcia przemiennego na stałe jest wykorzystywane praktycznie w każdym sprzęcie elektronicznym, w którym napięcie zasilania (z sieci energetycznej) po przetworzeniu przy pomocy transformatora i wyprostowaniu oraz stabilizacji zasila poszczególne obwody zasilane z reguły niskim napięciem stałym, gdzie pierwszy element oznacza rodzaj napięcia na wejściu konwertera, drugi element – napięcie wyjściowe, zaś skróty AC i DC oznaczają odpowiednio prąd przemienny (ang. alternating current) lub stały (direct current).